# Pseudobulweria macgillivrayi
El petrel de las Fiyi (Pseudobulweria macgillivrayi) es una especie de ave procelariforme de la familia Procellariidae que habita en el océano Índico.
Este petrel fue originalmente conocido por un espécimen inmaduro hallado en 1855 en la isla de Gau, Fiyi  por el naturalista John MacGillivray a bordo del HMS Herald quien envió su carcasa al Museo Británico de Londres. Fue redescubierto en 1983, desde donde sería avistado otras siete veces,  incluyendo su captura y fotografiado de un adulto en abril de 1984. Esta especie está clasificada como críticamente amenazada como se infiere del poco número de registros de subpoblaciones confinadas a un área de cría pequeña.
Es un petrel de pequeño tamaño, mide unos 30 cm de longitud, negro con plumas chocolate, ojo negro, pico y patas azul pálidos. Se lo ve en aguas cercanas a la isla de Gau pero se cree que se dispersa a aguas pelágicas alejadas de esa isla.
La rareza e importancia de esta especie es conocida por los residentes de Gau y ha sido honrada en los billetes del Banco de Fiyi. Está protegida por las leyes de Fiyi. En 1989 se concluyó acerca del peligro de predadores como los gatos, habiéndose hallado senderos de éstos en el área. 
En agosto de 2007 se encuentra un petrel de Fiyi lastimado, que posteriormente muere, y cuya piel se puso a disposición para su estudio en Fiyi.
En mayo de 2009, se obtienen las primeras fotografías sobre el mar, tomadas a aproximadamente a 25 millas náuticas al sur de Gau.
El 5 de marzo de 2017 fue registrado por primera ocasión en aguas argentinas.
El 21 de julio de 2022,fue fotografiado por primera vez en aguas territoriales de Uruguay.